# Kristsociala partiet
Kristsociala partiet (tyska: Christlich-Soziale Partei, CSP) är ett kristdemokratiskt parti i Belgien. Partiet är inte medlem i Europeiska folkpartiet (EPP) men dess Europaparlamentariker ingår i Europeiska folkpartiets grupp (kristdemokrater) (EPP). Partiet har en stark ställning i den tyskspråkiga gemenskapen i Belgien, men saknar både verksamhet och stöd i övriga landet. Dess flamländska motsvarighet är Kristdemokratisk och Flamländsk och dess motsvarighet i den franska gemenskapen är Centre démocrate humaniste.